# Luunja
Luunja è un comune rurale dell'Estonia meridionale, nella contea di Tartumaa. Il centro amministrativo è l'omonimo borgo (in estone alevik).

## Località
Oltre al capoluogo, il comune comprende 20 località (in estone küla):
Kabina - Kakumetsa - Kavastu - Kikaste - Kõivu - Lohkva - Muri - Pajukurmu - Pilka - Poksi - Põvvatu - Rõõmu - Sääsekõrva - Sääsküla - Sava - Savikoja - Sirgu - Sirgumetsa - Veibri - Viira